# تنگه سنگاپور

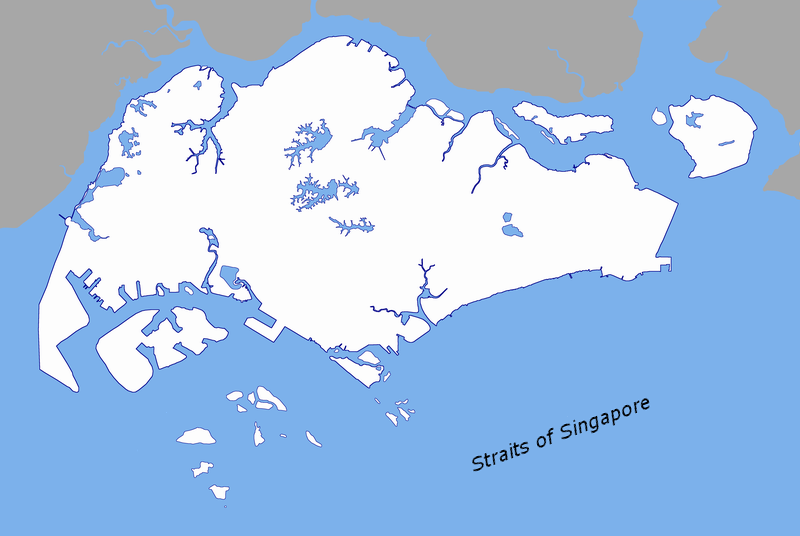
نقشه تنگه سنگاپو

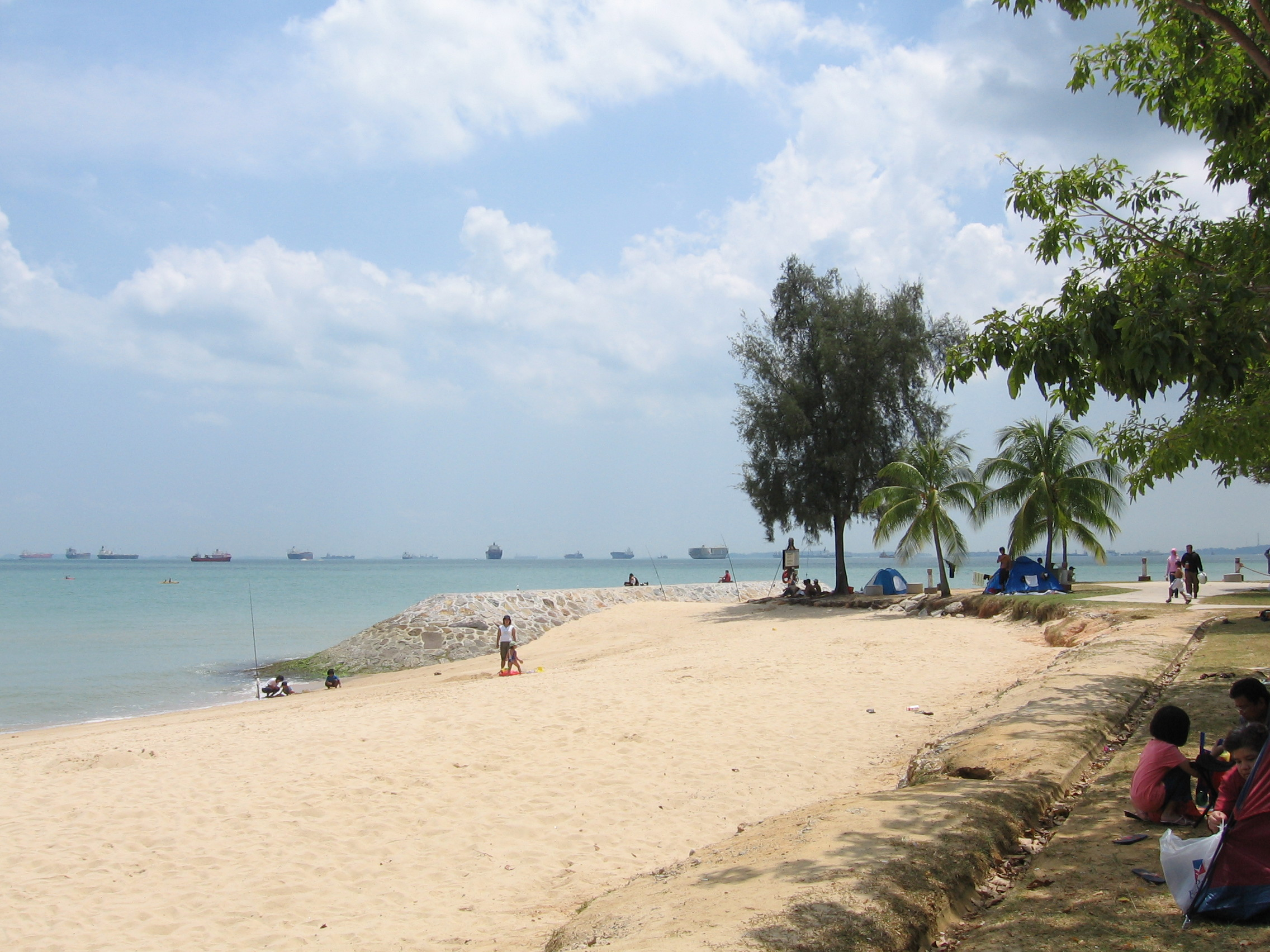
چشم‌انداز تنگه سنگاپور از پارک ایست کوست

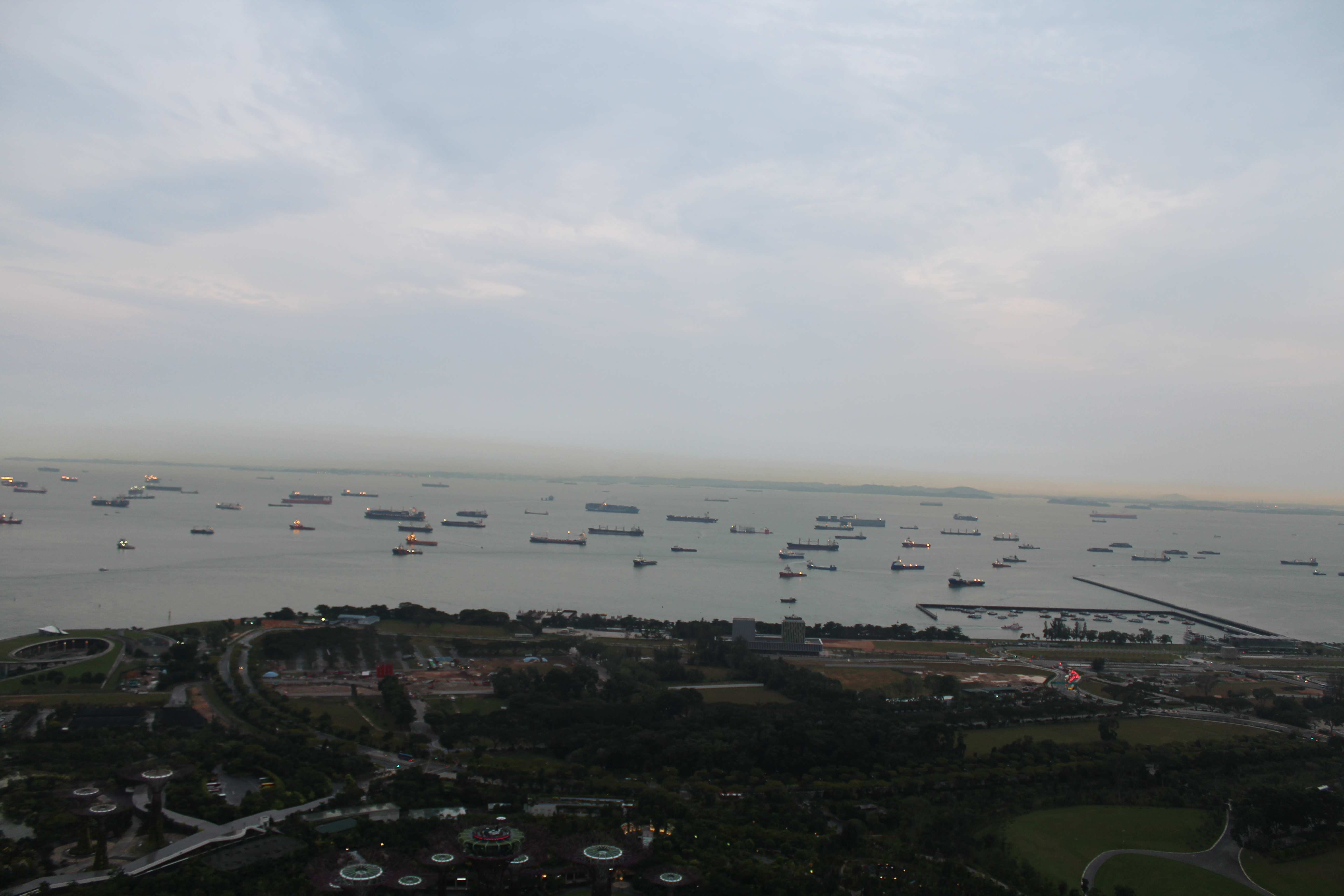
چشم‌انداز تنگه سنگاپور از مارینا بی سندز

تنگه سنگاپور تنگه‌ای با ۱۰۵ کیلومتر طول و ۱۶ کیلومتر عرض بین تنگه مالاکا در غرب و دریای جنوبی چین در شرق است. سنگاپور در شمال کانال و جزایر ریائو در جنوب آن قرار دارند. مرز آبی اندونزی سنگاپور در طول تنگه قرار دارد.
بندرگاه کپل و جزایر زیاد کوچکی هم در تنگه قرار دارد. این تنگه گذرگاهی برای عبور آب‌های عمیق بندر سنگاپور فراهم می‌کند که موجب شلوغ بودن زیاد آن می‌شود.
عمق تنگه سنگاپور حداکثر عمقی را که کشتی‌ها می‌توانند از تنگه‌های مالاکا عبور کنند و اندازه بزرگترین کشتی عبوری از آنجا را تعریف می‌کند.

## اشاره‌های تاریخی
یعقوبی نویسنده مسلمان قرن نهم میلادی از تنگه سنگاپور با نام دریای سلاهیت، و یکی از هفت دریای موازی برای رسیدن به چین نام برده است.

## جنگ جهانی دوم
در جنگ جهانی دوم برای یافتن معدن تنگه حفاری‌هایی صورت گرفت.

## راهنمای خلبان و چارت‌ها
راهنمای خلبان و چارت‌های تنگهٔ مالاکا و سنگاپور با توجه به موقعیت طبیعی تنگه‌ها برای مدت قابل توجهی منتشر شده است.